# Conorbis
Conorbis là một chi ốc biển, là động vật thân mềm chân bụng sống ở biển trong subhọ Conorbiinae.
Chi này đã được phân loại trong họ Conidae by Vredenburg (1921) trong clade Neogastropoda by Sepkoski (2002) and trong subfamily Conorbiinae by Harzhauser (2007).
Conorbis is the type chi subfamily Conorbiinae. The loài điển hình của chi Conorbis is extinct.

## Các loài
Các loài trong chi Conorbis gồm có:
- Conorbis adamii Bozzetti, 1994[7]
- † Conorbis bhagothorensis Vredenburg, 1925 - fossil species from the Oligocene in Pakistan
- Conorbis coromandelicus (E. A. Smith, 1894)[8]
- † Conorbis dormitor (Solander, 1766) - originally described as Conus dormitor, it was renamed Conorbis dormitor by Swainson năm 1840; Oligo-Miocene fossil species from the Lower thung lũng Indus in Pakistan.
- † Conorbis protensus (Michelotti, 1861) - originally described as Pleurotoma protensa, it was renamed by Sacco năm 1893 and confirmed by Harzhauser năm 2007;[5] this fossil species được tìm thấy ở the Oligocene in Ý và Oman.
- † Conorbis sindiensis Vredenburg, 1925 - fossil species from the Early Miocene in Pakistan.
- † Conorbis veselovi Amitrov, 2008[9]